# Eugène Pehoua-Pelema
Eugène Pehoua-Pelema (* 8. April 1963) ist ein ehemaliger zentralafrikanischer Basketballspieler.

## Karriere
Pehoua-Pelema nahm mit der Nationalmannschaft der Zentralafrikanischen Republik bei den Olympischen Sommerspielen 1988 in Seoul teil. Das Team kam auf Rang zehn.
Später arbeitete er als National Technical Director und Cheftrainer der Nationalmannschaft (2009–2010).
Er ist Gründer und Präsident der Organisation Africa Education Sports (AES), welche Basketball-Talente in Afrika fördern möchte und Sport und Bildung nutzen möchte, um zur sozialen Entwicklung beizutragen. Die Organisation promotet Basketball in Afrika auch durch die Vermittlung von Stipendien für US-amerikanische Highschools und Colleges. Mit Hilfe des Programm sind bereits über hundert Baskatballer, unter anderem Luc Mbah-Moute, nach Amerika gekommen. Die Organisation engagiert sich auch im Community Outreach.